# Allium ubsicola
Allium ubsicola — вид рослин з родини амарилісових (Amaryllidaceae); поширений у Сибіру й Монголії.

## Поширення
Поширений у Сибіру й Монголії.